# Orchomene tschernyschevi
Orchomene tschernyschevi is een vlokreeftensoort uit de familie van de Lysianassidae. De wetenschappelijke naam van de soort is voor het eerst geldig gepubliceerd in 1909 door Bruggen.